# Hemitrygon bennettii
Hemitrygon bennettii es una especie de pez de la familia Dasyatidae en el orden de los Rajiformes.

## Morfología
Los machos pueden llegar alcanzar los 50 cm de longitud total.

## Reproducción
Es ovíparo.

## Alimentación
Come peces hueso.

## Hábitat
Es un pez de mar y de clima tropical y demersal.

## Distribución geográfica
Se encuentra en la China (incluyendo Hong Kong), la India, el Irán, el Japón, Nueva Caledonia, las Filipinas, Sri Lanka, Taiwán, Vanuatu y el Vietnam.

## Observaciones
Es inofensivo para los humanos.